# Puppet (ソフトウェア)
Puppet は オープンソースの構成管理ツールである。Rubyで書かれており2.7.0まではGPL、それ以降はAPLライセンスとなっている。 Puppet及びPuppet LabsはLuke Kaniesにより2005年に創設された。

## 目的
PuppetはUnix系やMicrosoft Windowsの設定を管理するようデザインされている。ユーザーはシステムリソース及び状態をパペットによる表現もしくはRubyのDSLで表現する。この情報は"Puppet manifests"と呼ばれるファイルに保存される。